# 大江氏
大江氏（おおえうじ）は、「大江」を氏の名とする氏族。姓（カバネ）は朝臣。
日本の古代から近世の貴族。「大江」は姓（本姓）であり、苗字ではない（源、平、藤原、橘と同じ）。

## 奈良時代
古代の氏族である土師氏が源流とされる。桓武天皇が即位10年となった延暦9年（791年）に、縁戚関係にある土師諸上らに大枝の姓を与えた。

## 平安時代
866年（貞観8年）10月、大枝音人が姓を改め、大枝から大江へと改姓した。その理由は、枝（分家）が大きいと、本体である木の幹（本家）が折れる（下克上）事にも繋がり不吉である、とのことであった。しかし、大枝姓は桓武天皇より与えられたものであることから、全面的に変更するわけにもいかず、読み方はそのままで漢字表記のみの変更に留めた。また、大江には、大きな川（江）の様に末永く家が栄えるように、との意味があるという。
大江氏には優れた歌人や学者が多く、朝廷に重く用いられた。中古三十六歌仙と呼ばれる和歌の名人三十六撰に、大江氏から大江千里、大江匡衡、大江嘉言、女性では和泉式部、赤染衛門（匡衡の妻）らが選出されている。大江匡衡の曾孫に、平安時代屈指の学者であると共に河内源氏の源義家（八幡太郎）に兵法を教えたとされる大江匡房がいる。
11世紀には、摂関家の藤原氏を頂点とした家柄の序列が固定されており、大江氏は五位で地方の国司、中級ないし下級貴族であった。その一方、家学の学者でもあったので、文人貴族を輩出する事になる。

## 鎌倉時代
1184年（元暦元年）に河内源氏の棟梁の源頼朝に仕えた大江広元は大江匡房の曾孫であり、頼朝の覇業を内政面で支えた。頼朝が鎌倉幕府を開くと広元は幕府の中枢を昇りつめ、広大な所領を得た。広元は子らに領地を分配したことから武家の大江氏として毛利氏をはじめとする武家の祖となった。
1221年（承久3年）承久の乱において京都守護の広元嫡男の大江親広が失脚し、また1247年（宝治元年）に広元四男の毛利季光が、宝治合戦で三浦泰村に味方したために討たれるが、広元次男の長井時広の子孫（長井氏）は鎌倉幕府の評定衆、引付衆などの要職を務め、鎌倉幕府滅亡後も足利尊氏側近として室町幕府中枢にあり、14世紀に伊達氏に出羽国置賜郡長井荘を奪われるまで勢力を保った。

## その後

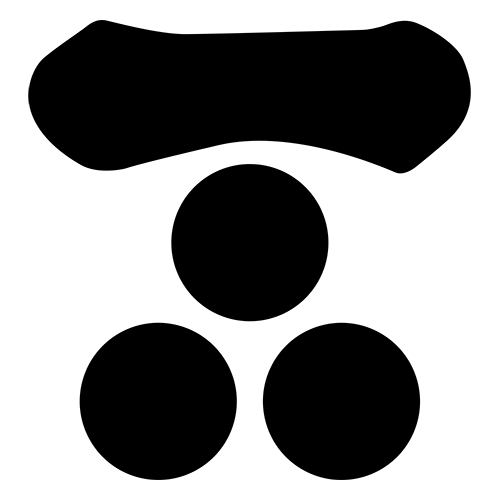
一文字三星（長門星）

大江広元の後裔は各地方で武家として活躍した。その末裔に以下が挙げられる。また、季光の四男・毛利経光の子孫（毛利氏）は安芸国吉田荘に定着し、その血統から戦国時代に中国地方の覇者となった戦国大名・毛利元就や、豊臣政権の五大老・毛利輝元が出た。「一文字に三つ星」を家紋として、「広」「元」を通字（）とする家が多い。
また、広元の兄・匡範の子孫は宮廷官人として残り、室町時代後半からは北小路を称し、江戸時代は地下家として3家（蔵人2家、近衛家諸大夫1家）を出した。このうち、代々蔵人を務めた2家は江戸時代後期の弘化4年12月17日（1848年1月22日）堂上家（半家）に列せられた（最後の堂上家昇格）。

## 大江氏族
- 毛利氏
  - 桂氏　（毛利庶流）
- 長井氏
  - 永井氏 - 本来は平姓長田氏であったが、永井直勝の代で大江姓長井氏にあやかり永井姓を使用。そのため大江氏と同じ一文字三星を家紋とする。一部の伝承には大江姓に改めたというものもあるが、明治時代には平姓を称している[4]。
- 越後北条氏
- 安田氏
- 山村氏
- 海東氏
  - 酒井氏 - 海東氏の一族であった酒井氏のもとに松平親氏が婿入りしたという伝承を持つ。本姓は源姓。
- 芦澤氏
- 那波氏